# Tour centrale de radio-télédiffusion de Pékin
La tour centrale de radio-télédiffusion de Pékin (en anglais China Central Television (CCTV) Tower ou CCTV Tower) est la plus haute structure de Pékin, en Chine. Elle dispose d'une terrasse d'observation à 238 mètres de haut, et le sommet de son antenne atteint l'altitude de 405 mètres. La tour permet d'observer la ville de manière panoramique depuis un restaurant et une terrasse d'observation. Le bâtiment est membre de la Fédération des grandes tours du monde.
La tour a été construite en 1992 et contient des équipements de télédiffusion de China Central Television. Elle se situe dans le district de Haidian de Pékin, près de la station de métro Gongzhufen et du parc Yuyuantan. Elle doit être remplacée par les nouveaux CCTV Headquarters du district de Chaoyang, dessinés par Rem Koolhaas à la fin de l'année 2009.